# Monti Scaife
I monti Scaife sono un gruppo montuoso situato nella Terra di Palmer, in Antartide. Esteso davanti alla costa di Orville per circa 30 km in direzione nord-sud e per circa 54 km in direzione est-ovest, questo gruppo montuoso è situato circa 55 km a est dei monti Sweeney ed è delimitato, a nord, dal ghiacciaio Ketchum, che lo divide da monti Latady, a sud dal ghiacciaio Ueda, che lo separa dalla cresta McCaw, e a ovest dalla penisola Phren, mentre la sua vetta più alta è quella del monte Macnowski, che raggiunge i 1247 m s.l.m..

## Storia
I monti Scaife sono stati scoperti e fotografati per la prima volta durante una ricognizione aerea svolta nel corso della spedizione antartica comandata da Finn Rønne e condotta tra il 1947 e il 1948, e così battezzati dallo stesso Rønne in onore di Alan M. Scaife, uno dei finanziatori della spedizione.